# Okurka

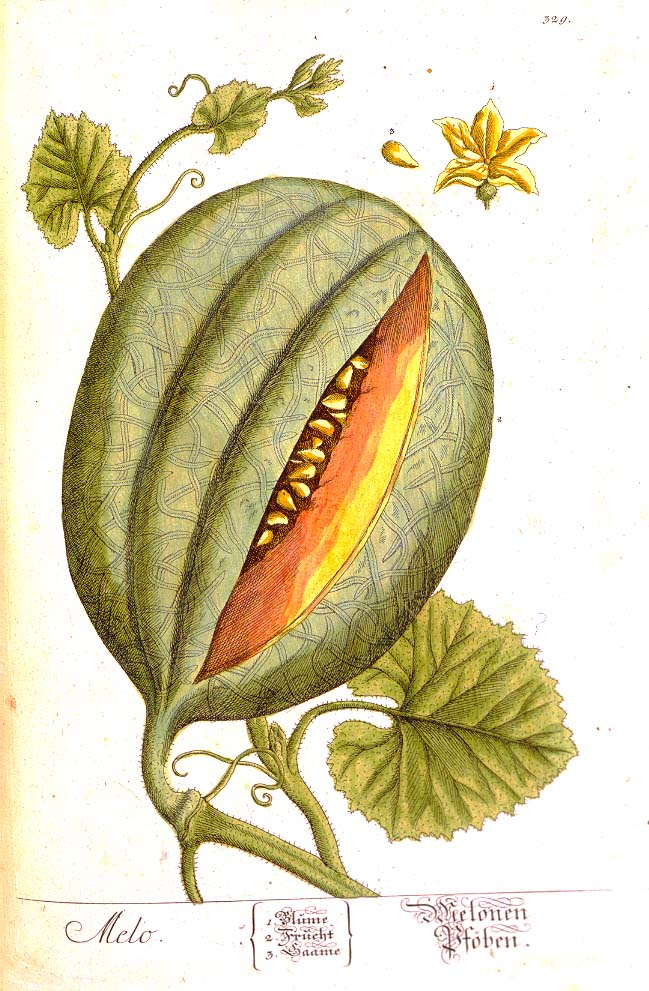
Ilustrace s melounem cukrovým, pocházející z poloviny 18. století

Okurka (Cucumis), též meloun, je rod rostlin z čeledi tykvovité. Jsou to plazivé nebo popínavé byliny s jednoduchými střídavými listy a žlutými pětičetnými květy. Plodem je dužnatá bobule. Rod zahrnuje asi 60 druhů a je rozšířen v tropech a subtropech Starého světa. Nejvíce druhů roste v Africe. Některé kulturní druhy zdomácněly i v Americe. Květy jsou opylovány zejména včelami. Některé druhy mají zajímavé způsoby šíření semen. Hospodářsky nejvýznamnějším druhem je okurka setá a meloun cukrový, v tropech se jako plodová zelenina pěstuje také kiwano a angurie. Řada divoce rostoucích druhů je jedovatá.

## Popis
Rostliny rodu okurka jsou jednoleté nebo víceleté, většinou jednodomé (řidčeji dvoudomé nebo polygamní), plazivé nebo popínavé byliny s jednoduchými tenkými úponky. Výjimečně jsou úponky rozdvojené nebo naopak chybějí. Jednoleté druhy mají vláknité kořeny, u víceletých druhů bývá vyvinuta vytrvalá kořenová hlava nebo výjimečně podzemní hlíza. Stonky bývají mírně chlupaté, u některých druhů dřevnatějí. Listy jsou střídavé, řapíkaté, celistvé nebo dlanitě laločnaté, celokrajné nebo s pilovitým okrajem. Květy jsou jednopohlavné, jednotlivé nebo ve svazečcích, Kalich je zvonkovitý a zakončený 5 laloky. Koruna je žlutá, kolovitá až zvonkovitá, pětilaločná. Samčí květy jsou jednotlivé nebo uspořádané v chudokvětých hroznech, svazečcích či latách. Obsahují 3 volné tyčinky přirostlé asi v polovině korunní trubky. Samičí květy jsou většinou jednotlivé, řidčeji v chudých svazečcích. Obsahují šídlovitá staminodia a válcovitý spodní semeník, nesoucí krátkou čnělku zakončenou celistvou nebo trojlaločnou bliznou. Semeník obsahuje 3 až 5 komůrek, v každé je 15 až mnoho vajíček. Plod je dužnatý a nepukavý, kulovitý, elipsoidní, obvejčitý nebo vřetenovitý, na povrchu hladký, hrbolkatý nebo řídce až hustě pokrytý dužnatými ostny, lysý nebo chlupatý. Obsahuje několik až mnoho světlých, malých až středně velkých, kulovitých až zploštělých semen. Plody jsou často označovány jako bobule, od klasické bobule se ale odlišují tlustou pokožkou a parietální (až apikální) placentací.

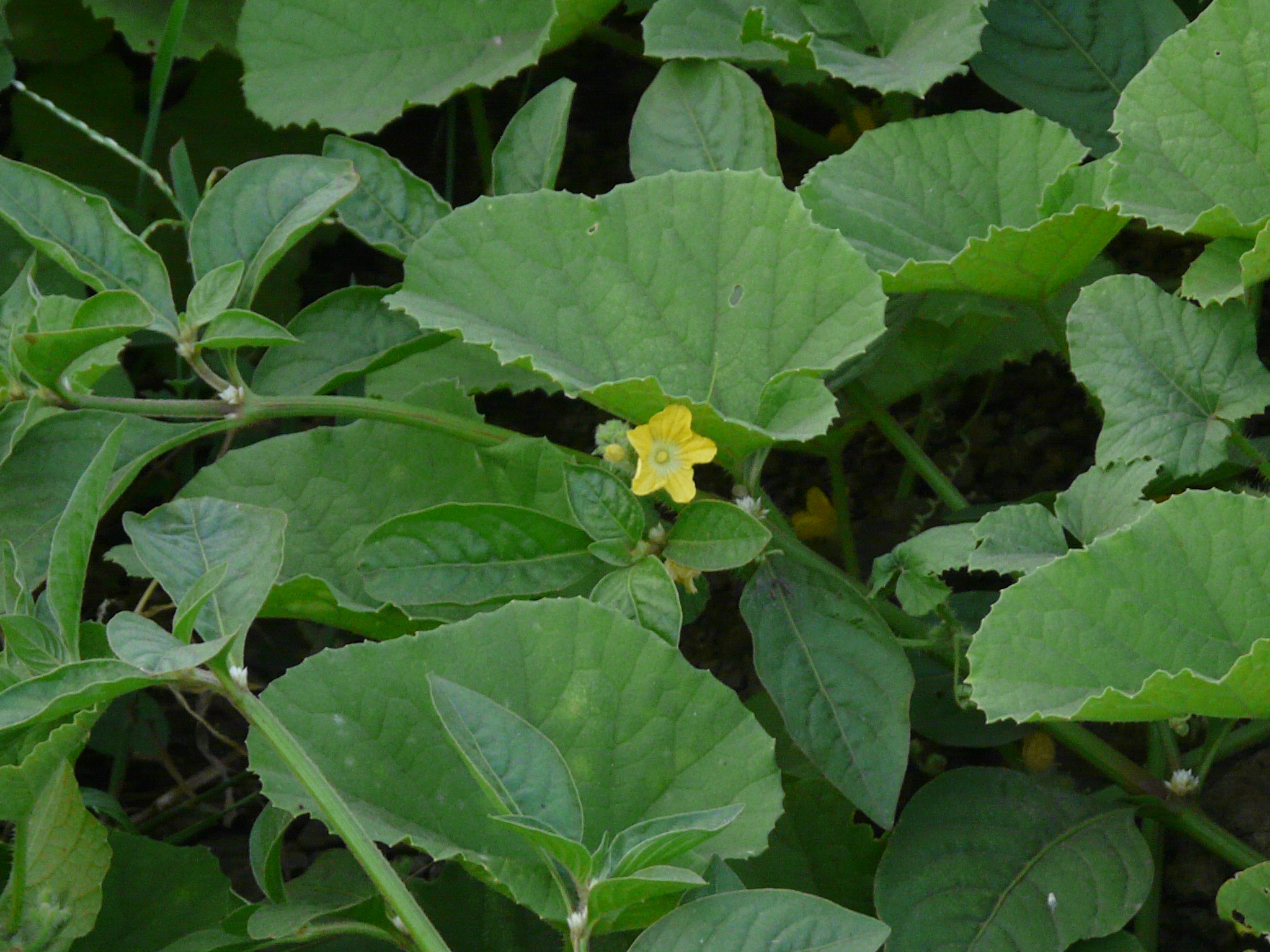
Meloun cukrový v květu
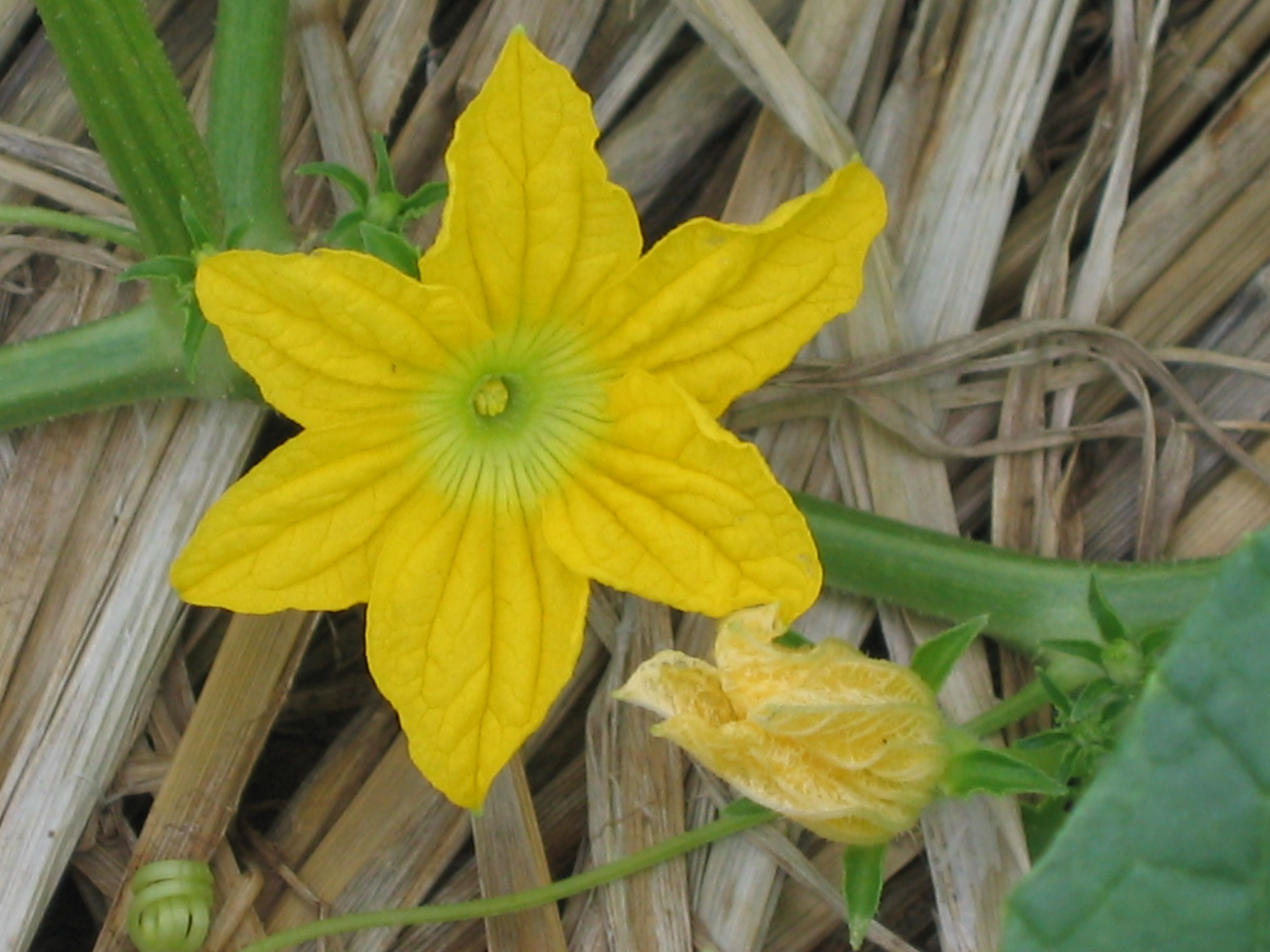
Květ melounu cukrového
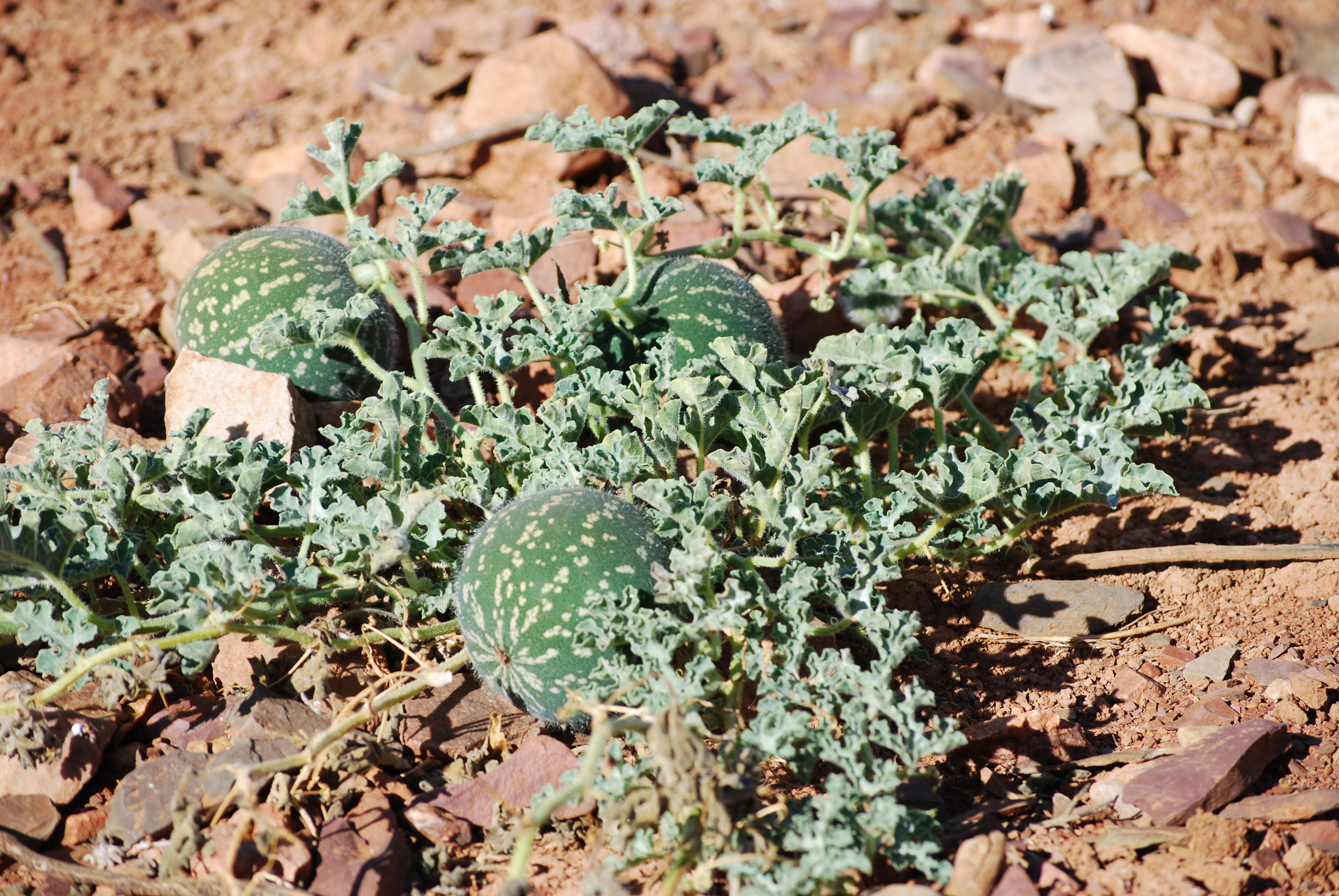
Jihoafrický druh Cucumis myriocarpus s plody
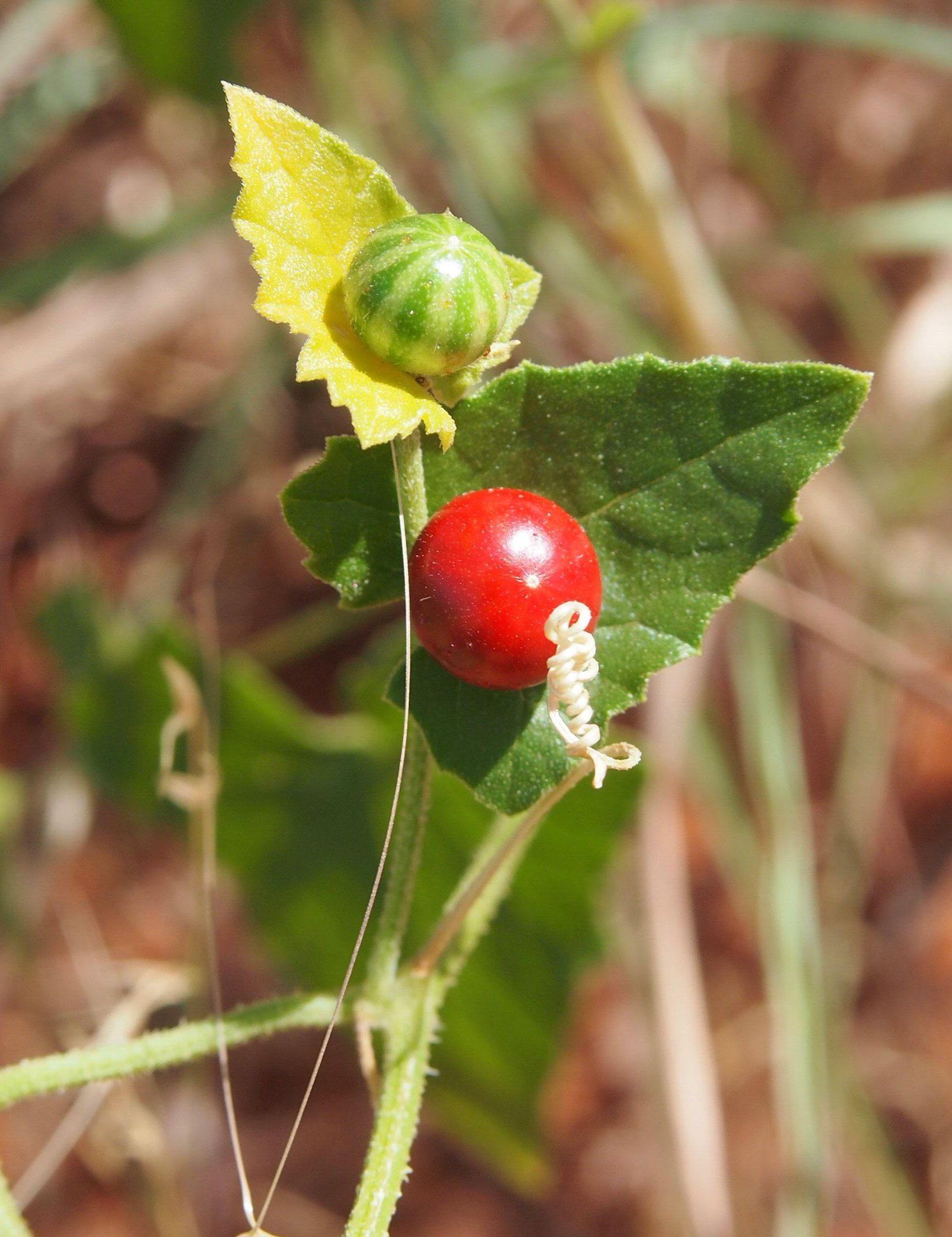
Drobnoplodý druh Cucumis maderaspatanus

## Rozšíření
Do rodu Cucumis je řazeno celkem 61 druhů, které pocházejí z tropů a subtropů Starého světa. Vlivem pěstování se některé druhy rozšířily i do jiných částí světa. Největší počet druhů se vyskytuje v subsaharské Africe, odkud je udáváno celkem 41 druhů, z toho 33 roste pouze v Africe. V původní evropské květeně není žádný druh zastoupen. Největší přirozený areál má druh Cucumis maderaspatanus, který se vyskytuje v subsaharské Africe, Madagaskaru, Arábii, tropické Asii i Austrálii. Další druh s velkým areálem je Cucumis prophetarum, rozšířený v souvislém pásu od tropické západní Afriky až po Indii a jako jediný zasahující i do některých zemí severní Afriky. V Arábii roste 8 druhů, z toho 2 endemické. Centrum rozšíření v Asii je v oblasti Indického subkontinentu a Indočíny. Z Austrálie je udáváno 10 druhů, z toho 6 endemických. Několik druhů zasahuje i na Novou Guineu, v Tichomoří není rod přirozeně zastoupen. Zástupci rodu Cucumis rostou zejména v sušších oblastech, jako jsou savany, polopouště nebo suchý buš, také podél lesních okrajů. Často rostou na narušených nebo kultivovaných půdách.

## Ekologické interakce

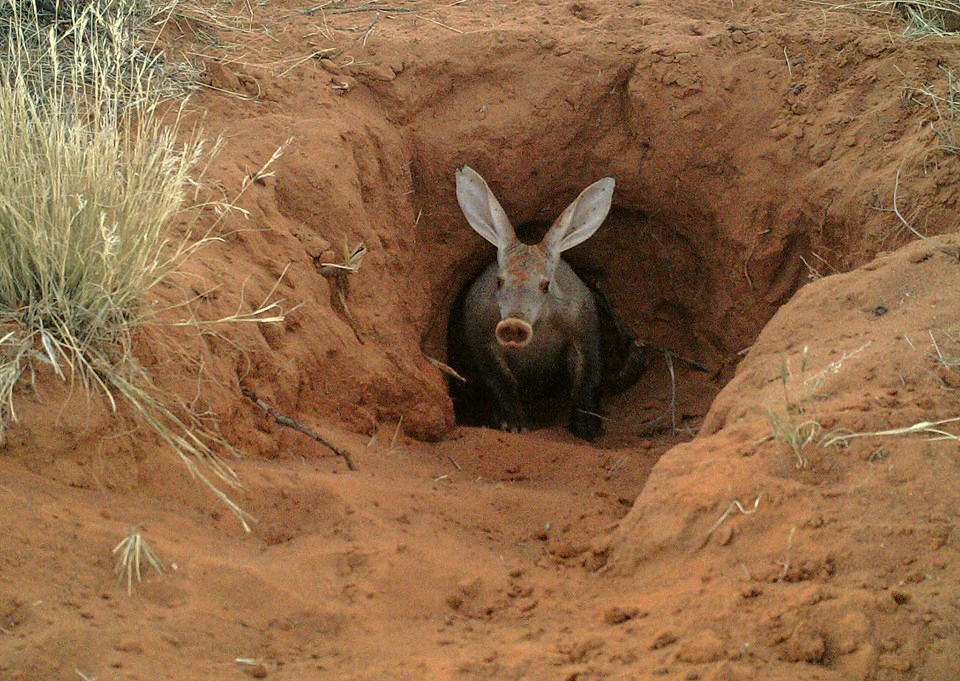
Hrabáč kapský

Květy okurek jsou opylovány hmyzem, zejména včelami sbírajícími pyl a nektar. Rostliny jsou schopny samosprášení, k přenosu pylu ze samčího na samičí květ je však zapotřebí opylovačů. Kvetení okurky seté ani melounu cukrového není závislé na délce dne.
K šíření semen dochází rozličnými způsoby. Červeně zbarvené drobné plody některých druhů (např. Cucumis maderaspatanus) vyhledávají ptáci. Větší plody konzumují pštrosi, dropi nebo emuové. Plody některých druhů se za zralosti explozivně odpojují od stopky a vystřikují obsah se semeny podobně jako u tykvice stříkavé. Zajímavý a velmi specializovaný způsob šíření semen má africký druh Cucumis humifructus. Je to jednoletá rostlina s krátkou, jen 3 až 4 měsíce trvající vegetační dobou, vázanou na vlhčí období. Plody se po odkvětu zavrtávají do půdy do hloubky asi 15 až 30 cm a tam dozrávají. V půdě vydrží řadu měsíců, aniž by začaly zahnívat. Přežití rostliny je závislé na hrabáči kapském (Orycteropus afer), který plody vyhrabává a konzumuje. Semena procházejí jeho trávicím traktem nepoškozená a spolu s trusem, který zvíře zahrabává, se dostávají na novém místě do půdy. Semena, která neprošla trávicím traktem, klíčí velmi špatně. Rozšíření rostliny se překrývá s areálem hrabáče. Některé kulturní formy okurek jsou partenokarpické, tvoří tedy plody bez účasti oplození. U semen druhu Cucumis prophetarum bylo zjištěno, že jsou citlivá na spektrální složení světla, které na ně skrze slupku plodu dopadá, a to díky obsahu látek, zvaných cytochromy. Zelené světlo, dopadající přes zápoj listoví, blokuje klíčení semen.
Na rostlinách rodu Cucumis parazituje záraza Orobanche aegyptiaca, rozšířená od západní Afriky po Střední Asii a Indii.
Jsou živnými rostlinami různých druhů můr zejména z čeledí přástevníkovití (např. přástevník medvědí), bekyňovití a můrovití. Ve stoncích vrtají housenky nesytky Melittia cucurbitae. V Americe se na nich občas živí housenky lišaje Hyles lineata a martináče Anisota stigma. Obsah kukurbitacinů chrání rostliny proti sviluškám a dalším škůdcům. Produkce těchto látek se zvyšuje při stresu či zhoršení podmínek. Na rostliny s obsahem hořkých kukurbitacinů se specializovali někteří brouci z čeledi mandelinkovití. V Americe mezi ně patří brouci z rodů Diabrotica a Acalymma, známí jako „okurkoví brouci” a způsobující hospodářské škody.

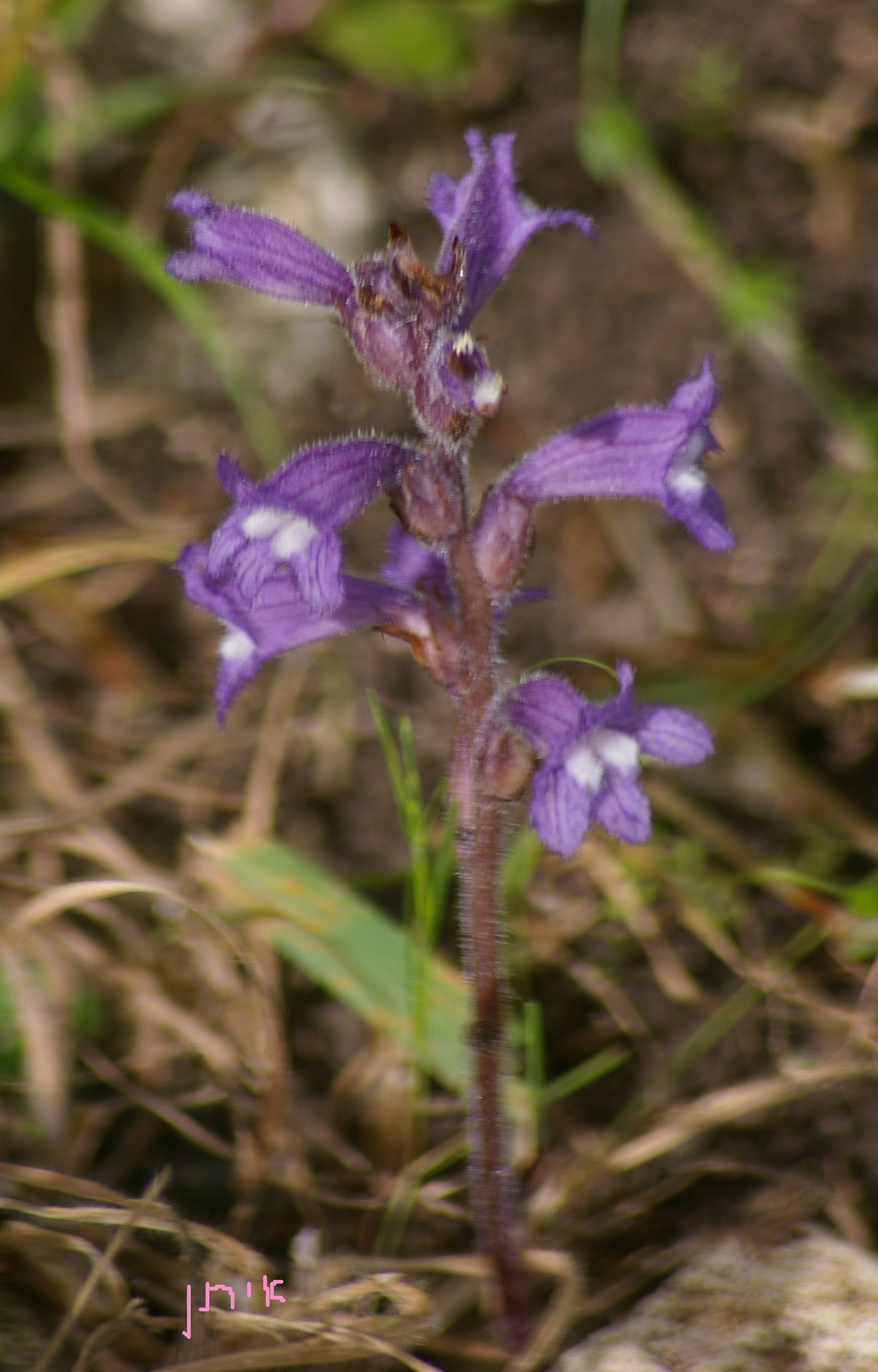
Záraza Orobanche aegyptiaca
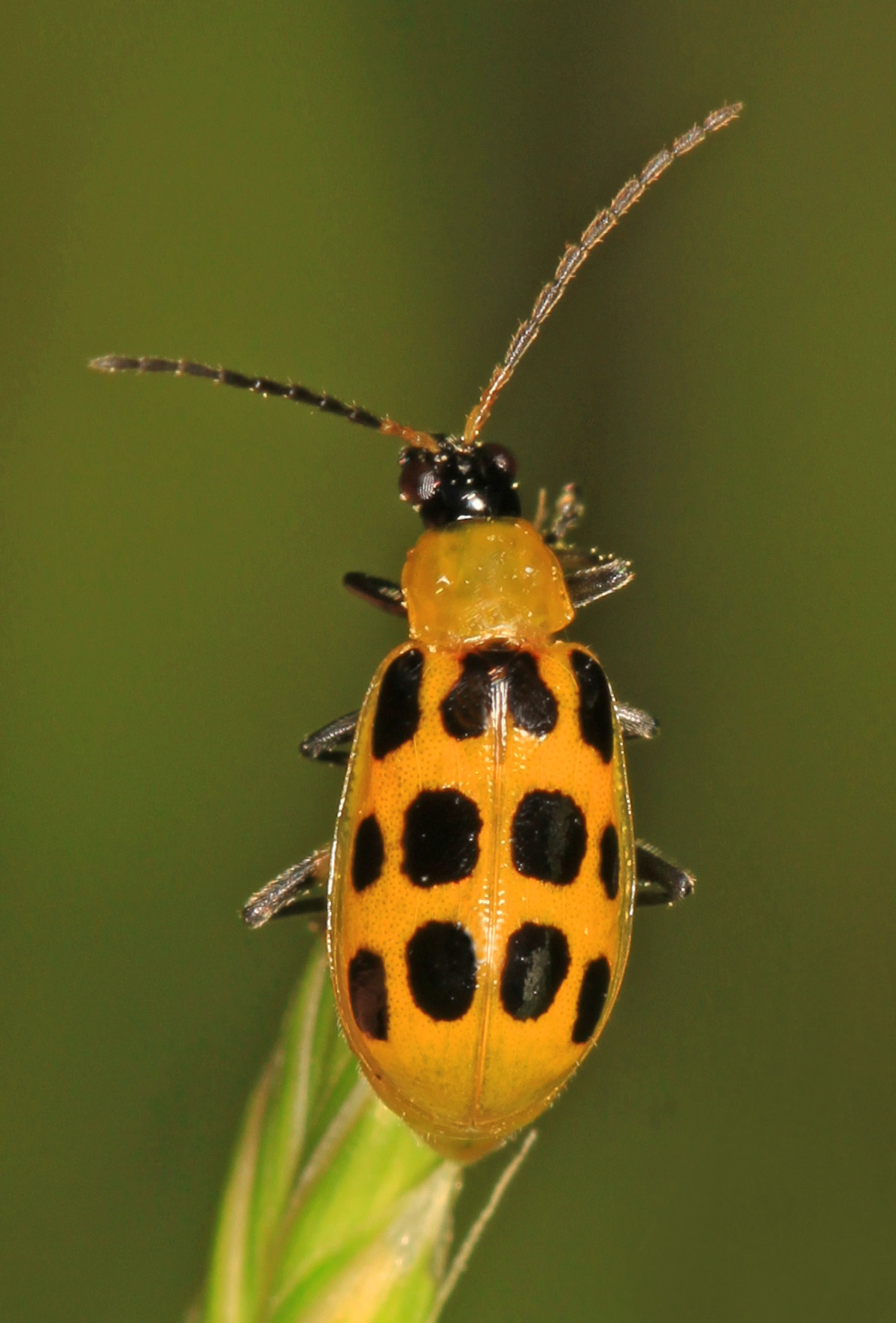
„Okurkový brouk” Diabrotica undecimpunctata
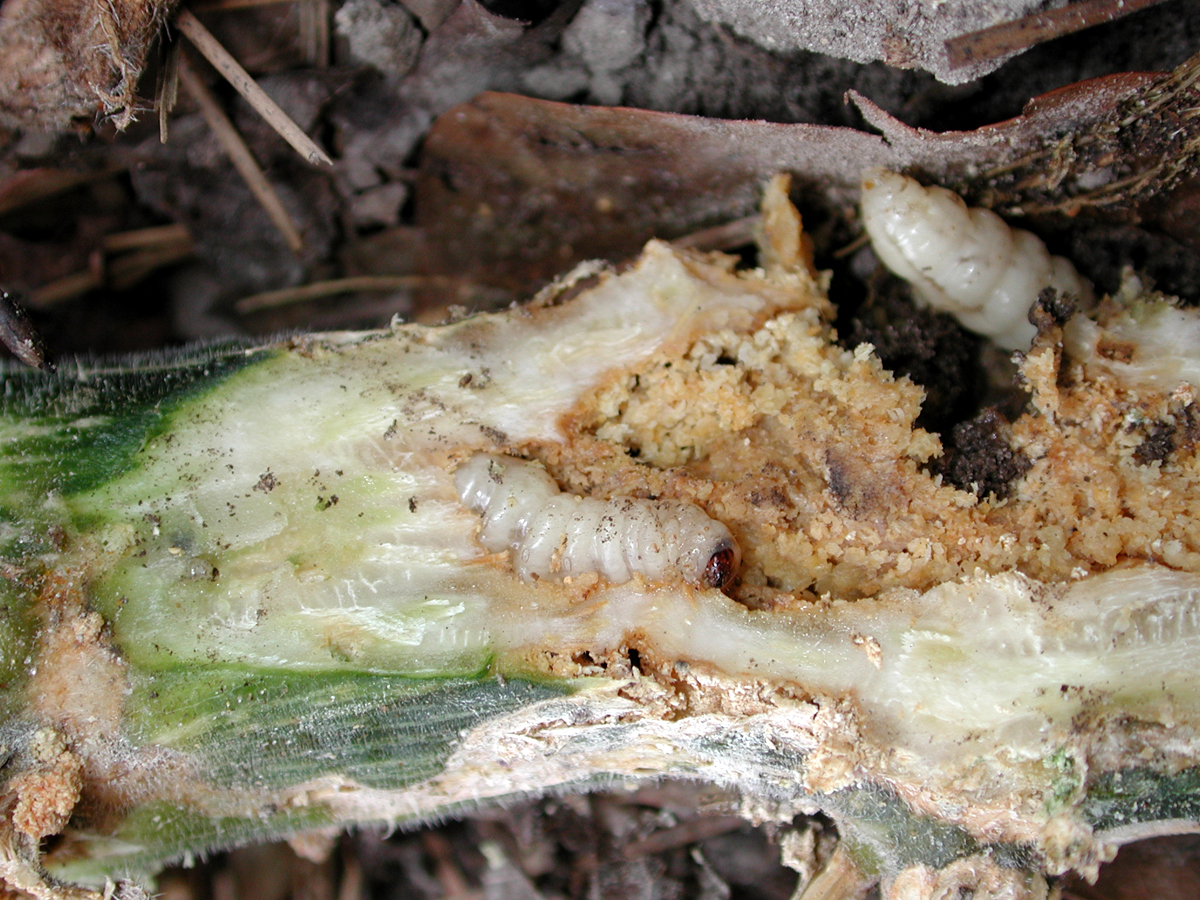
Housenka nesytky Melittia cucurbitae

## Obsahové látky a jedovatost
Okurky obsahují podobně jako řada jiných zástupců čeledi tykvovité hořké kukurbitaciny. Hořkost okurek způsobuje kukurbitacin C. V plodech melounu cukrového nejsou kukurbitaciny obsaženy, v nehořkých odrůdách okurky seté je jejich obsah malý a zjištěn byl pouze kukurbitacin E. Glykosidy kukurbitacinů nebyly v plodech okurky seté zjištěny. Kulturně využívané druhy rodu Cucumis pochopitelně jedovaté nejsou, to však neplatí pro řadu divoce rostoucích druhů. Velmi jedovaté jsou jihoafrické druhy Cucumis hirsutus a C. zeyheri. Mezi jedovaté rostliny náleží též Cucumis aculeatus, C. africanus (plody), C. dipsaceus (plody), C. ficifolius (plody, kořeny) a C. prophetarum. Jedovaté jsou také divoké formy okurky kiwano s hořkými plody. V některých zdrojích jsou jako jedovaté uváděny i plody okurky angurie a Cucumis myriocarpus.
Aktivní toxickou látkou u jedovatých druhů (C. aculeatus, C. africanus, C. myriocarpus) je seskviterpen kukumin. U Cucumis myriocarpus subsp. leptodermis byla zjištěna i přítomnost strukturně podobného leptoderminu.
Plody okurky angurie (Cucumis anguria) obsahují malé množství jedovatého kukurbitacinu D. Otrava druhem Cucumis africanus zasahuje zejména trávicí ústrojí a projevuje se nauzeou, zvracením a krvavým průjmem. Ve vážných případech nastupuje zástava dechu a smrt. Byly zaznamenány otravy lidí i hospodářských zvířat. Riziko otravy existuje i v případě spontánního křížení divokých jedovatých druhů s kulturními rostlinami. Lékařská pomoc při akutní otravě zahrnuje zejména vypumpování žaludku a podání jedlé sody a projímadel k rychlému vyčištění trávicího traktu.

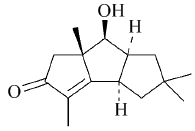
Strukturní vzorec jedovatého kukuminu
Kukurbitacin E
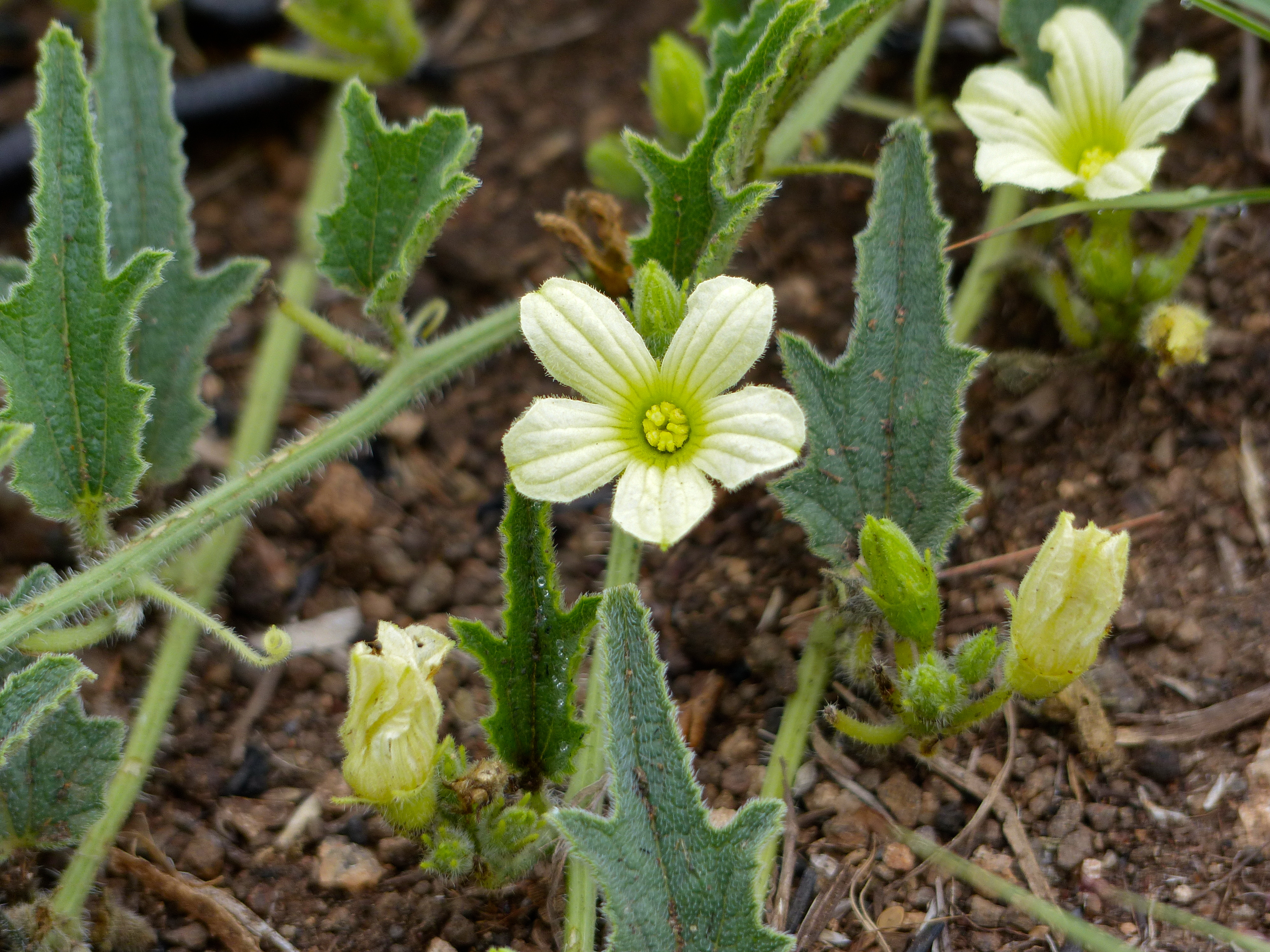
Silně jedovatý druh Cucumis zeyheri

## Taxonomie
Rod Cucumis je v rámci čeledi Cucurbitaceae řazen do tribu Benincaseae. Na základě fylogenetických studií byly v roce 2007 do rodu Cucumis vřazeny některé menší rody (Cucumella, Chiovenda, Dicaelospermum, Mukia, Myrmecosicyos, Oreosyce), neboť se ukázalo, že jejich vývojové větve se nacházejí uvnitř vývojového stromu rodu Cucumis a činí jej parafyletickým.

## Zástupci
- meloun cukrový (Cucumis melo)
- okurka angurie (Cucumis anguria)
- okurka kiwano (Cucumis metuliferus)
- okurka setá (Cucumis sativus)[22][23]

## Význam
Okurka setá a meloun cukrový náležejí mezi hospodářsky nejvýznamnější druhy zeleniny a jsou pěstovány po celém světě. Okurka setá pochází z Asie, oblast původu však není s jistotou známa. Je pěstována v řadě odrůd po celém světě, v chladných oblastech mírného pásu ve sklenících či fóliovnících. Plody se nejčastěji konzumují čerstvé nebo nakládané.
Meloun cukrový je v teplých oblastech světa pěstován v široké paletě rozličných forem a kultivarů. V České republice je možno jej pěstovat jen v nejteplejších oblastech. Je to stará kulturní rostlina, která je zmiňována již v Bibli. V jižní Africe se jako zelenina konzumují i listy. Dalším kulturním druhem, pěstovaným v tropech, je africká okurka kiwano. Plody jsou občas dováženy i do České republiky. V Karibiku je s oblibou pěstována okurka angurie, pocházející z jižních oblastí Afriky. Plody slouží jako zelenina, jsou však méně chutné než plody okurky seté.
Plody okurky seté jsou používány jako diuretikum, antipyretikum a k léčení kožních onemocnění. Semena působí proti střevním parazitům, listy se podávají při horečce, chřipce a zažívacích potížích. Stonky melounu cukrového slouží jako emetikum, diuretikum a proti střevním parazitům. Plody mají ochlazující a diuretický účinek. Semena se podávají jako emetikum a purgativum a používají se k léčení kožních chorob. V domorodé medicíně je využívána i okurka angurie a kiwano. Některé jedovaté druhy jsou v Africe používány jako emetikum, Cucumis zeyheri slouží jako drastické projímadlo. Sušené listy a stonky Cucumis cinereus se používají jako repelent.

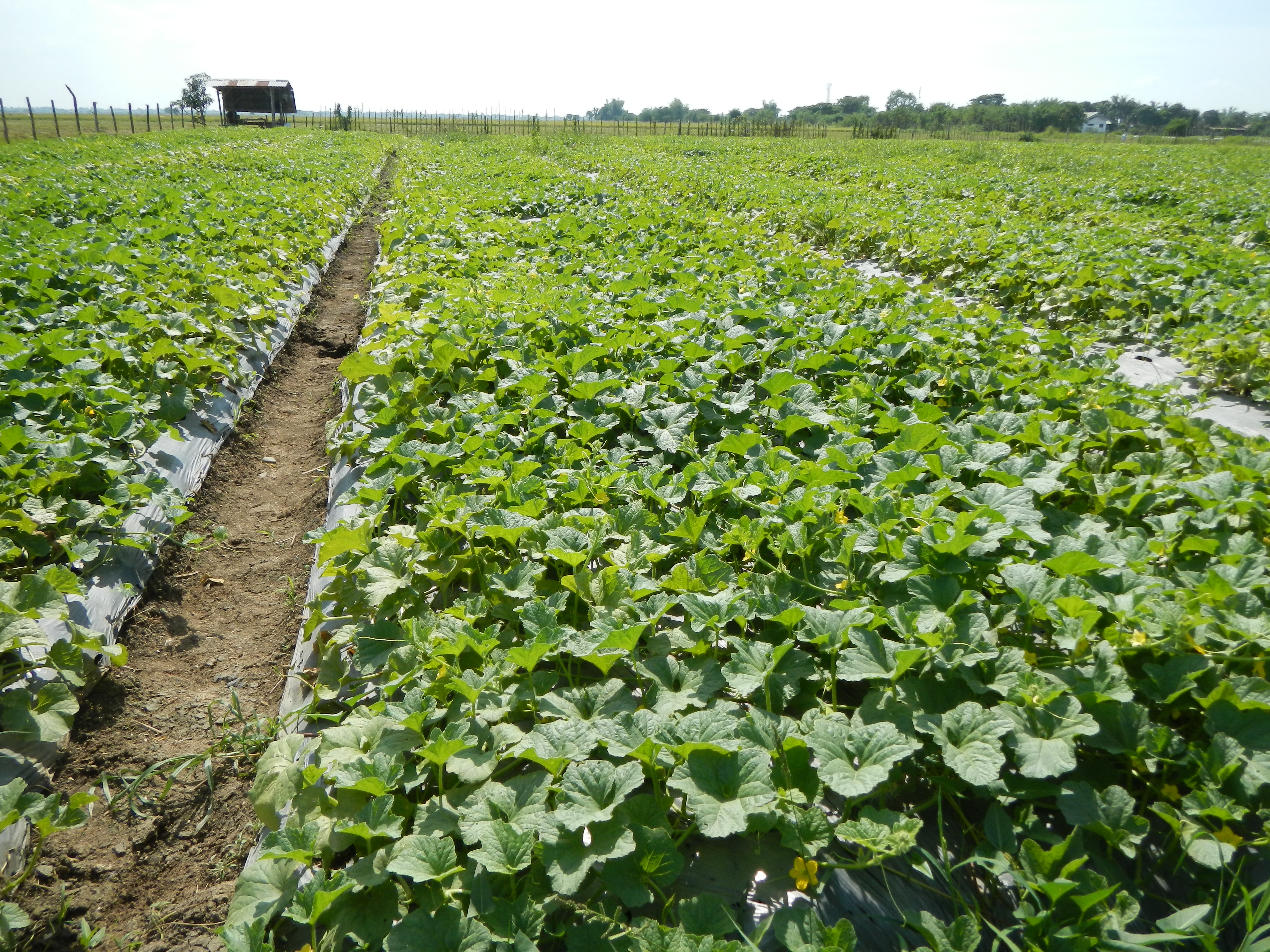
Plantáž melounu cukrového na Filipínách
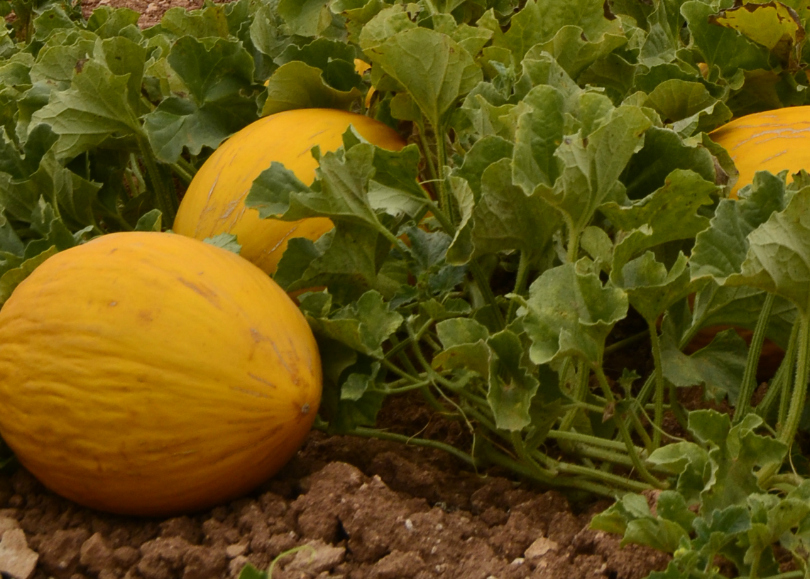
Meloun cukrový se zralými plody
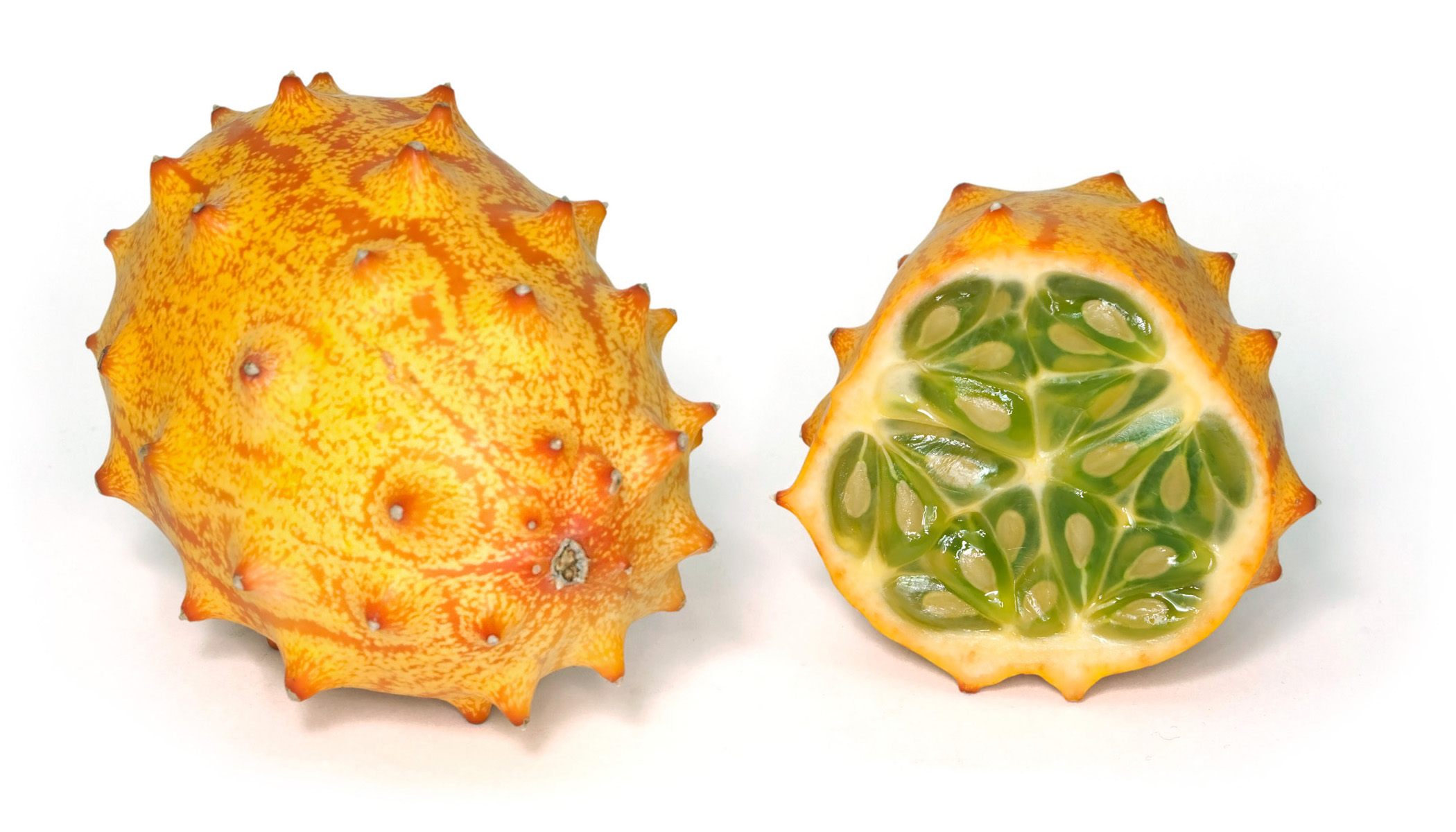
Kiwano, plody Cucumis metuliferus
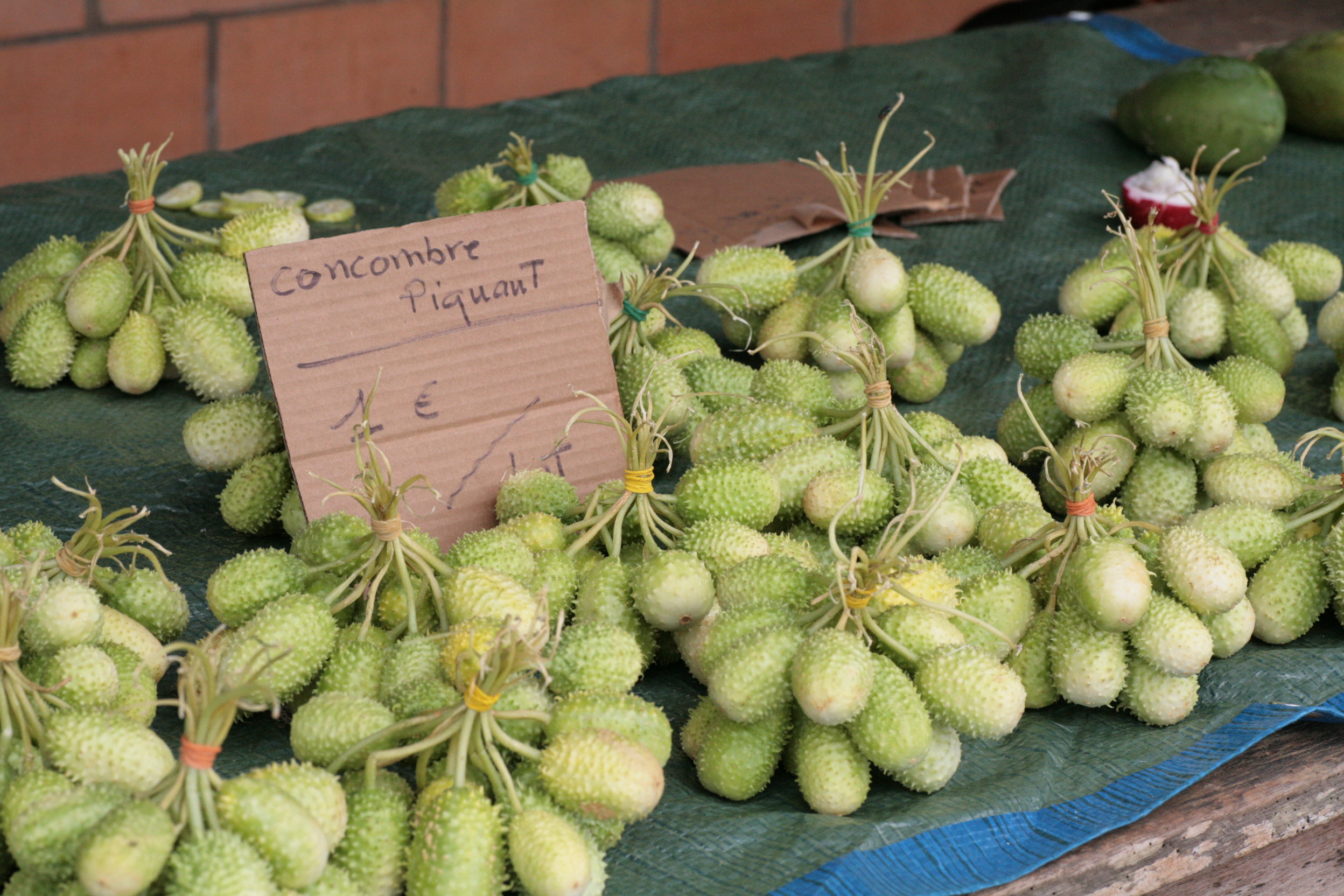
Plody okurky angurie na trhu v Cayenne